# Santuário de Nossa Senhora do Bom Despacho
O Santuário de Nossa Senhora do Bom Despacho, também referido apenas como Santuário do Bom Despacho, localiza-se na freguesia de Cervães, município de Vila Verde, distrito de Braga, em Portugal.

## História
Foi fundado em 1644 pelo ermitão João da Cruz.
O Santuário do Bom Despacho, constituído pela Igreja, a sacristia, o edifício anexo, as capelas dos Passos e o espaço com forma retangular onde existe uma via-sacra e oliveiras está classificado como Monumento de interesse público desde Dezembro de 2012.